# Deutscher SC Hagen
Deutscher SC Hagen was een Duitse voetbalclub uit Hagen, Noordrijn-Westfalen die bestond tijdens het Derde Rijk.

## Geschiedenis
In 1933 kwam de NSDAP aan de macht in Duitsland. De voetbalcompetitie over het hele land werd geherstructeerd. De overkoepelende voetbalbonden en zijn meer dan tachtig competities werden ontbonden en in de plaats kwamen 16 Gauliga's, waarvoor enkel de beste clubs zich plaatsten. Van de Zuidwestfaalse competitie kregen twee clubs een startticket voor de Gauliga Westfalen. Buiten kampioen SuS Hüsten 09 kreeg ook de stad Hagen een startticket op voorwaarde dat de twee topclubs uit de stad Hagener SC 05 en SpVgg Hagen 1911 met elkaar fuseerden om zo het nieuwe Deutscher SC Hagen te vormen. Hagener SC 05 was slechts achtste in de competitie geworden en zou normaal naar de tweede klasse moeten, SpVgg Hagen was een jaar eerder al gedegradeerd.
De fusieclub werd zesde in het eerste seizoen. In 1934/35 eindigde de club op de negende plaats tussen 1. SV Union 05 Recklinghausen en SV Viktoria 09 Recklinghausen. In 1940 promoveerde de club opnieuw naar de Gauliga en werd daar negende op twaalf clubs, echter werd DSC slachtoffer van inkrimping van de competitie naar tien clubs.
Na de Tweede Wereldoorlog werden alle Duitse voetbalclubs ontbonden. De twee clubs voor het nazi-tijdperk werden heropgericht.